# Forskalia edwardsii
Forskalia edwardsii is een hydroïdpoliep uit de familie Forskaliidae. De poliep komt uit het geslacht Forskalia. Forskalia edwardsii werd in 1853 voor het eerst wetenschappelijk beschreven door Kölliker. 